# Rolf Vellay
Rolf Vellay (* 1927; † 22. Dezember 2001) war ein deutscher kommunistischer Aktivist und Journalist.

## Leben
Rolf Vellay war der Sohn einer schlesischen Offiziers und Großgrundbesitzerfamilie. 1944 wurde er 17-jährig Soldat. Nach dem Ende des Krieges arbeitet er in Bayern zunächst als Knecht und besuchte dann die Handelsschule in Straubing. Als Volontär kam er zum Journalismus. Dort kam er auch erstmals mit der Theorie von Karl Marx und Friedrich Engels in Kontakt. Ein 1950 begonnenes Studium (u. a. bei Wolfgang Abendroth) brach Vellay ab, um als Bergmann zu arbeiten, da er der Meinung war, als Kommunist dem Proletariat angehören zu müssen. Aus dieser Überzeugung trat er auch der Kommunistischen Partei Deutschlands (KPD) bei und blieb auch über deren Verbot 1956 hinaus Mitglied. Er wurde mehrfach wegen seiner Betätigung für die nun illegale KPD verhaftet und verbrachte insgesamt ein Jahr im Gefängnis.  Da Vellay 1968 der Deutschen Kommunistischen Partei (DKP), der Nachfolgepartei der KPD nicht beitrat, verlor er an Einflussmöglichkeiten, hatte aber die Möglichkeit, überparteilich innerhalb der kommunistischen Kleinstparteien der Bundesrepublik zu wirken. Vellay korrespondierte mit zahlreichen kommunistisch orientierten Persönlichkeiten, u. a. Peter Hacks, Hanfried Müller, Hans Heinz Holz, Georg Fülberth und Kurt Gossweiler. 1992 gelang es ihm so, Vertreter der DKP, der Marxistisch-Leninistischen Partei Deutschlands (MLPD), des Arbeiterbundes für den Wiederaufbau der KPD, der Partei des Demokratischen Sozialismus (PDS) und der Kommunistischen Partei Deutschlands/Marxisten-Leninisten (KPD/ML) zu einer gemeinsamen Diskussion zu bewegen, die von Hans Heinz Holz geleitet wurde. 
1985 schloss er sich einer Arbeiterbrigade an, welche in Nicaragua die Sandinistas unterstützte. Zur Unterstützung politischer Freunde reiste er 2000 und 2001 nach Chile, wo er auch Margot Honecker besuchte. Vellay lebte in Datteln.
Vellay war Mitarbeiter der "Kommunistischen Arbeiterzeitung" (KAZ) und schrieb regelmäßig für die Zeitschriften Weißenseer Blätter und "offen-siv".

## Politische Positionen
Vellay vertrat ab Ende der 1980er Jahre eine „antirevisionistische“ Position und lehnte die Verurteilung Stalins und die Abkehr von dessen Politik seit dem XX. Parteitag der KPdSU ab. Er sah in Stalin eine der wichtigsten Persönlichkeit in der Geschichte des Kampfes des Proletariats. Als Indiz für die Größe und Bedeutung Stalins führte er auf, dass zu seinem Tod in Frankreich, einem Vellays Meinung nach imperialistischen Land, Staatstrauer angeordnet worden war. Besonders kritisch schätzte er die Rolle Michail Sergejewitsch Gorbatschows ein. Vellay war der Meinung, dass nur eine Revolution den Sozialismus und Kommunismus bringen könne, deshalb lehnte er Putsche ab. Ein weiterer wichtiger Punkt in Vellay politischer Ausrichtung war der Antifaschismus. So empörte es ihn, wenn einzelne Völker pauschalisiert als verbrecherisch bezeichnet wurden, und er legte Wert darauf, polnische Städte mit ihrem polnischen Name zu benennen.

## Zitate
- Der Imperialismus modernisiert die Produktion, anschließend nehmen wir sie ihm weg.[8]

## Publikationen
- Mit dem "anachronistischen Zug" von Kiel nach Bonn, 1980, München : Verlag Freies Volk.
- Das andere Gorbatschow-Buch, der aktuelle Reader: ´Mehr Sozialismus´ mit Gorbatschow? Vier Jahre ´Perestroika´ ´Glasnost´ und ´neues Denken´ - was hat´s gebracht? Eine marxistisch-leninistische Analyse (nicht nur) für Kommunisten., 1989, Eigenverlag.
- Vorwärts in der internationalen revolutionären Bewegung heißt heute: Zurück zu Stalin! (Diskussionsbeitrag für die Veranstaltung der Marx-Engels-Stiftung aus Anlaß des 170. Geburtstags von Friedrich Engels), in: Beilage zur Kommunistischen Arbeiterzeitung Nr. 219 vom 18. Juni 1991
- War die DDR sozialistisch?, 1992, Eigenverlag.
- Der sozialistische Charakter der DDR, in Auferstanden aus Ruinen : über das revolutionäre Erbe der DDR ; 20./21. November 1999: 50 Jahre DDR – für Sozialismus und Frieden, 2000, Hannover : F. Flegel. ISBN 3-00-005444-8.
- Rolf Vellay, Ausgewählte Aufsätze, Briefe und Vorträge, 2002, Berlin : Schriftenreihe der KPD.
- Ausgewählte Aufsätze, Briefe und Vorträge, 2005, Berlin : Ernst-Thälmann-Verlag.
- "…Ohne Kenntnis der SED-Führung…"! und Welche Lehren ziehen wir aus der chilenischen Katastrophe?, in Niederlagenanalyse, 2007, Hannover : Offensiv-Verlag. ISBN 978-3-00-021905-4.